# Amorf Ördögök
Az 1994-ben alakult, majd 2007 áprilisában feloszlott Amorf Ördögök a sanzon, a diszkó, a tangó, a balkáni népzenék és a reggae stílusok keverékét játszó alternatív eklektikus zenekar volt: a saját maguk által kitalált "kacat-pop" stílus követői. A Tövisházi Ambrus zeneszerző-billentyűs-énekes és Tariska Szabolcs szövegíró-énekes által alapított, változó tagságú együttesnek három stúdióalbuma, egy válogatáslemeze és három kislemeze jelent meg. 2001-től 2005 végéig folyamatosan játszottak a magyarországi fesztiválokon, és klubokban. 2006-tól már csak alkalomszerűen léptek színpadra. Az utolsó koncertjükön 2007. április 12-én a Honvéd Férfikarral együtt léptek fel.

## Története
1993-ban alakult, az angyalföldi Németh László Gimnázium iskolarádiós stúdiójában. A zajzenei és art-punk kísérletezés első négy éve után Tariska Szabolcs és Tövisházi Ambrus elkezdett hagyományosabb popdalokat írni, amelyeknek fontos ihletadó forrása a két világháború közötti operettek, kuplék és magyar nóták zenei világa volt. 
1997-ben találkoztak Péterfy Borival, aki 1996-2008-között a Krétakör Színház állandó tagja volt. Bori énekesnőként 1999-ben csatlakozott a csapathoz. Ebben az évben adták ki az első kislemezüket: a Nekem a Balaton című 1961-es Németh Lehel-sláger feldolgozását. 2000 októberében jelent meg az első albumuk, a sanzonok és az elektronikus zene kereszteződésében fogant Betyár a Holdon című lemez. Az album slágerszámából, a Parti Lányból videóklip is készült. 
Az első lemez megjelenését követően a jellegzetes szürreális szövegeket megőrző, ugyanakkor fokozatosan élőbb hangzásúvá váló és az elektronikát lassan háttérbe szorító élő zenekar egyre sikeresebb lett. Ez pedig az Amorf zenészkollektívájának köszönhető: Drapos Gergely (basszusgitár), Pápai István (ütőhangszerek), Eichinger Tibor (gitár) és Mikó György (fúvós hangszerek, ütőhangszerek) mellett 2002-ben csatlakozott Dudás Zsombor (dob) is. 
A 2002 őszén megjelent album, a Molylepke Minibár inkább afrikai, ázsiai és latin-amerikai motívumokból táplálkozott. Az album legsikeresebb száma a populárisabb hangzású Nincsen a világon című dal lett, amelyet már a nagy kereskedelmi rádiók is játszottak. Ebben az évben léptek fel először a Sziget Fesztiválon. Intenzív turnéidőszak és tagcserék után született meg a 2005 tavaszán megjelent Cellux-szimfónia című album.
Az eddigi leginkább élő hangzású lemezen a Honvéd Férfikar hattagú különítménye, a Szerenád-kommandó is dalra fakad. A zenekar 2006-tól kevés koncertet adott. 2006. május 13-án a teljes Honvéd Férfikarral együtt koncerteztek a Jövő Házában. 2006 végén megjelentették Pokoldiszkó 1994-2006 című válogatáslemezüket, amelyen eddig a ki nem adott koncertverziók mellett demófelvételek is felcsendülnek. 
2007. április 27-én a zenekar hivatalos blogján bejelentette feloszlását. Az Amorf Ördögök utolsó formációjának nagyobb része megalakította a rockosabb hangzású Péterfy Bori & Love Band nevű zenekart. Tariska Szabolcs és Tövisházi Ambrus 2010 végén Amorf Lovagok néven létrehozta gyerekeknek szóló formációját.

## A tagok más zenekarai
- Tövisházi Ambrus 2004 végén alakította meg az Erik Sumo Band-et, akik Kiss Erzsi vendégszereplésével folyamatosan játszanak, és a németországi Pulver Records kiadásában jelent meg első albumuk (2012 február óta szüneteltetik működésüket).
- Péterfy Bori énekesként a Krétakör Színész- és Tánczenekar (és a Krétakör Színház) tagja.
- Pápai István és Dudás Zsombor játszanak Kiss Erzsi új formációjában, a Kiss Erzsi Panchanban.
- Mészáros Ádám és Laskai Viktor a Monchichi Potenciál illetve a Ninjahelikopter nevű debreceni zenekarban zenélnek, Mészáros ezen kívül az Erik Sumo Band nevű szintén Tövisházi által alapított formációban is játszik.
- Eichinger Tibor quartettje

## Tagjai
- Tövisházi Ambrus (alapító tag) (1993–2007) (ének, billentyűs hangszerek, zeneszerzés, gitárok)
- Tariska Szabolcs (alapító tag) (1993-2007) (ének, ordibálás, szövegírás)
- Péterfy Bori (1999-2005, 2006-2007) (ének)
- Bresztyenszky Jenő (2000) (harmonika)
- Mehlhoffer Tamás (2000) (ütőhangszerek)
- Szabó Annie (2000)
- Eichinger Tibor (1999–2005) (gitár)
- Mikó György (2000–2003) (ütőhangszerek, fúvós hangszerek)
- Pápai István (2001-2007) (ütőhangszerek)
- Drapos Gergely (2001-2007) (basszusgitár)
- Dudás Zsombor (2002–2005) (dob)
- Tompa Ákos (2003-2007) (trombita)
- Farkas Zoltán (2005-2007) (gitár)
- Mészáros Ádám (2006-2007) (gitár)
- Laskai Viktor (2006-2007) (dob)

## Diszkográfia
Demófelvételek
- A Züvexemű Golyószóró (MK, 1993)
- Ketons Go Home! (MK, 1994)
- Valami más / Tenisz (MK, 1996)
- A mina punk (CD, 1997)

Albumok
- Betyár a Holdon (CD, MK, 2000, Ugar Records)
- Molylepke Minibár (CD, MK, 2002, Ugar Records)
- Cellux-szimfónia (CD, 2005, Mama Records)
- Pokoldiszkó (1994-2006) (CD, 2006, Ugar Gmbh)

Maxik
- Nekem a Balaton (CD, 1999, Ugar Records)
- Tündérdomb / Valahol (10" vinyl, 2003, Ugar Records)
- Fapados űrutazás (CD, 2005, Mama Records)